# Hondón de las Nieves
Hondón de las Nieves (en valenciano y cooficialmente El Fondó de les Neus) es una población de la Comunidad Valenciana, España. Situada en el suroeste de la provincia de Alicante, en la comarca del Vinalopó Medio. Su población es de 2696 habitantes (INE 2024).

## Geografía
El término –68,9 km²– se ubica en un pequeño valle protegido por la sierra de Crevillente y la sierra de Algayat, poblado de pinos, almendros, olivos y viñas. Ofrece parajes muy agradables, como por ejemplo el llamado de La Cuesta o el de La Cruz, habilitados para el esparcimiento. Si decidimos reconocer el término caminando, podemos escoger la ruta del Alto Pelao, donde podemos observar numerosas especies vegetales: pino, enebro, tomillo, romero... La fauna local incluye: jabalíes, zorros, perdices, liebres, conejos, lagartos, búhos reales, etc.

## Historia
La población actual de la localidad desciende principalmente de colonos llegados de Monóvar desde principios del siglo XVIII hasta la década de 1830.
Perteneció a la jurisdicción de Aspe hasta 1839, año en que se independizó y constituyó un único municipio conjuntamente con Hondón de los Frailes, que a su vez se había segregado de Redován; En 1926 Hondón de las Nieves y Hondón de los Frailes se separaron para constituir ayuntamientos independientes.
Alcanzó su máxima población en 1900: 3690 habitantes, aunque en esa fecha aún incluía la población de Hondón de los Frailes.

## Geografía humana

### Demografía
Cuenta con una población de 2696 habitantes (INE 2024).
| Gráfica de evolución demográfica de Hondón de las Nieves entre 1842 y 2021 |
| |
| Población de derecho según los censos de población del INE Población de hecho según los censos de población del INEEn estos censos se denominaba Hondón de las Nieves: 1842, 1857, 1860, 1877, 1887, 1897, 1900, 1910, 1920, 1930, 1940, 1950, 1960, 1970, 1981, 1991 y 2001 Entre el censo de 1930 y el anterior, disminuye el término del municipio porque independiza a 03078 (Hondón de los Frailes) |

| Nacionalidad | Hombres | Mujeres | Total | %     | Proporción |
| ------------ | ------- | ------- | ----- | ----- | ---------- |
| Española     | 863     | 811     | 1674  | 62.3% |            |
| Extranjera   | 525     | 485     | 1010  | 37.6% |            |

El gentilicio es hondoneros y hondoneras. El municipio también incluye dos núcleos menores: El Rebalso y La Canalosa.

### Economía
La economía tradicional agrícola, sustentada en la uva de mesa (producida bajo la denominación de origen Uva de mesa embolsada Vinalopó), se ve hoy en día complementada y superada por los negocios inmobiliarios, ya que cada vez es mayor el número de extranjeros que se instalan en el municipio. Hay canteras de arena y grava, e industrias derivadas del cemento.

## Administración y política
El ayuntamiento está administrado por 7 concejales del PP, 2 del PSPV, 1 de Acord per Guanyar y otro más de Vox.
| Periodo   | Nombre                     | Partido                                               |
| --------- | -------------------------- | ----------------------------------------------------- |
| 1979-1983 | José Bernabeu Cerdá        | UCD                                                   |
| 1983-1987 | José Bernabeu Cerdá        | Independiente                                         |
| 1987-1991 | José Bernabeu Cerdá        | Independiente                                         |
| 1991-1995 | José Bernabeu Cerdá        | AIHN - Agrupación Independientes Hondón de las Nieves |
| 1995-1999 | Francisco Luis Prieto Tora | PSPV-PSOE                                             |
| 1999-2003 | Francisco Luis Prieto Tora | PSPV-PSOE                                             |
| 2003-2007 | Victoriano Sánchez Botella | PP                                                    |
| 2007-2011 | Victoriano Sánchez Botella | PP                                                    |
| 2011-2015 | Victoriano Sánchez Botella | PP                                                    |
| 2015-2019 | Raquel Asencio Cremades    | PSPV-PSOE                                             |
| 2019-2023 | Carmen Sellés Prieto       | PP                                                    |
| 2023-act. | Carmen Sellés Prieto       | PP                                                    |

## Patrimonio
Cabe citar:
- La cueva del Rollo, un yacimiento arqueológico, se trata de un asentamiento del Paleolítico Superior.
- Parroquia de Ntra. Sra. de las Nieves. Erigida en el año 1746 por el Obispo de la diócesis de Orihuela D. Elías Gómez de Terán sobre la ermita de San Pedro, de estilo barroco. En el 2007 han aparecido unas pinturas murales del siglo XVIII, que se encuentran restaurándose.
- Ermita de San Isidro. En el paraje de La Cruz.
- Plaza de la Villa. Con el Ayuntamiento y la Casa de Cultura.
- Fachada del convento de las Concepcionistas Franciscanas. De mediados del siglo XX, hoy rehabilitada convertida en la capilla de Ntra. Sra. de las Nieves.

### Galería fotográfica

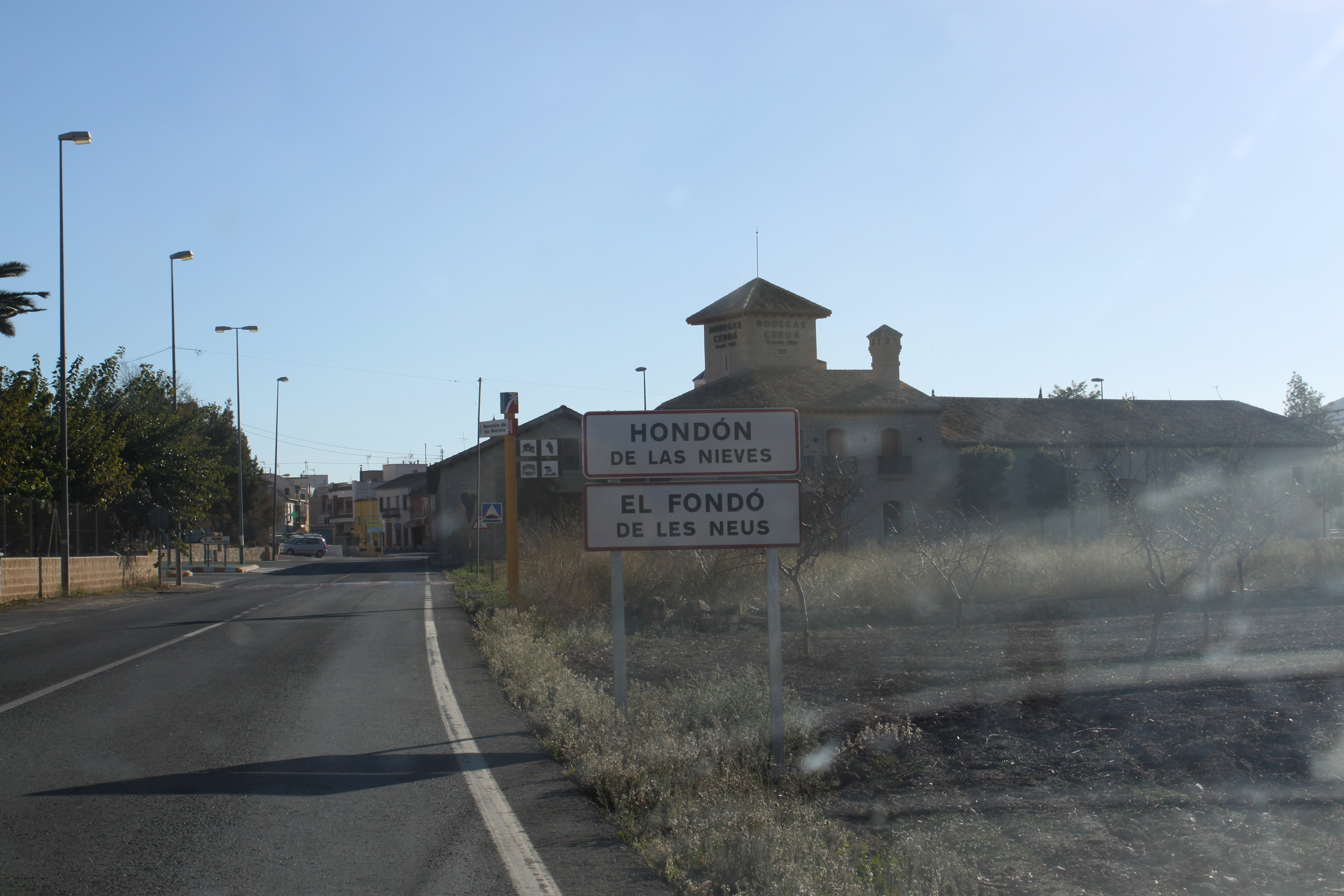
Acceso
Panorámica
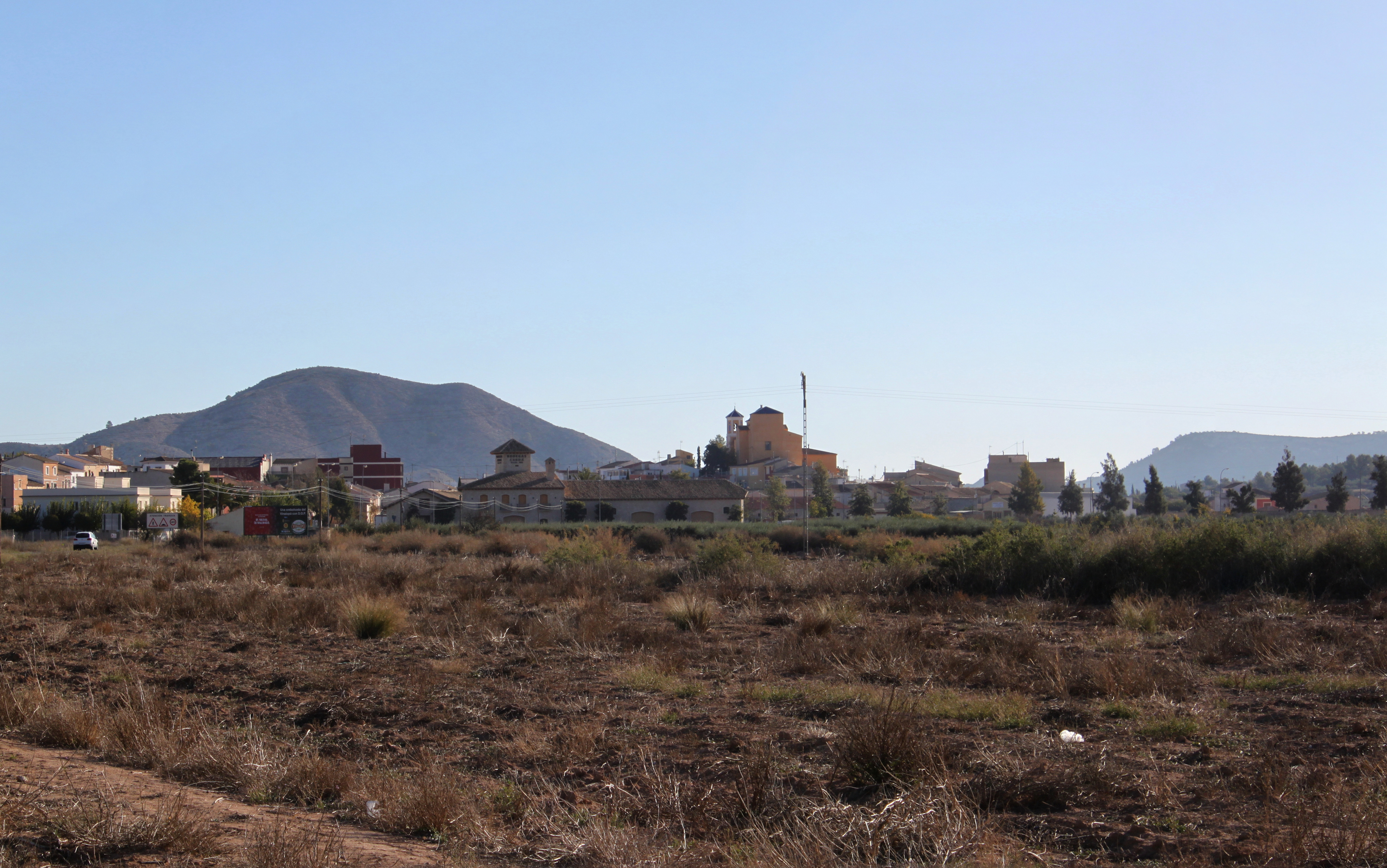
Vista general
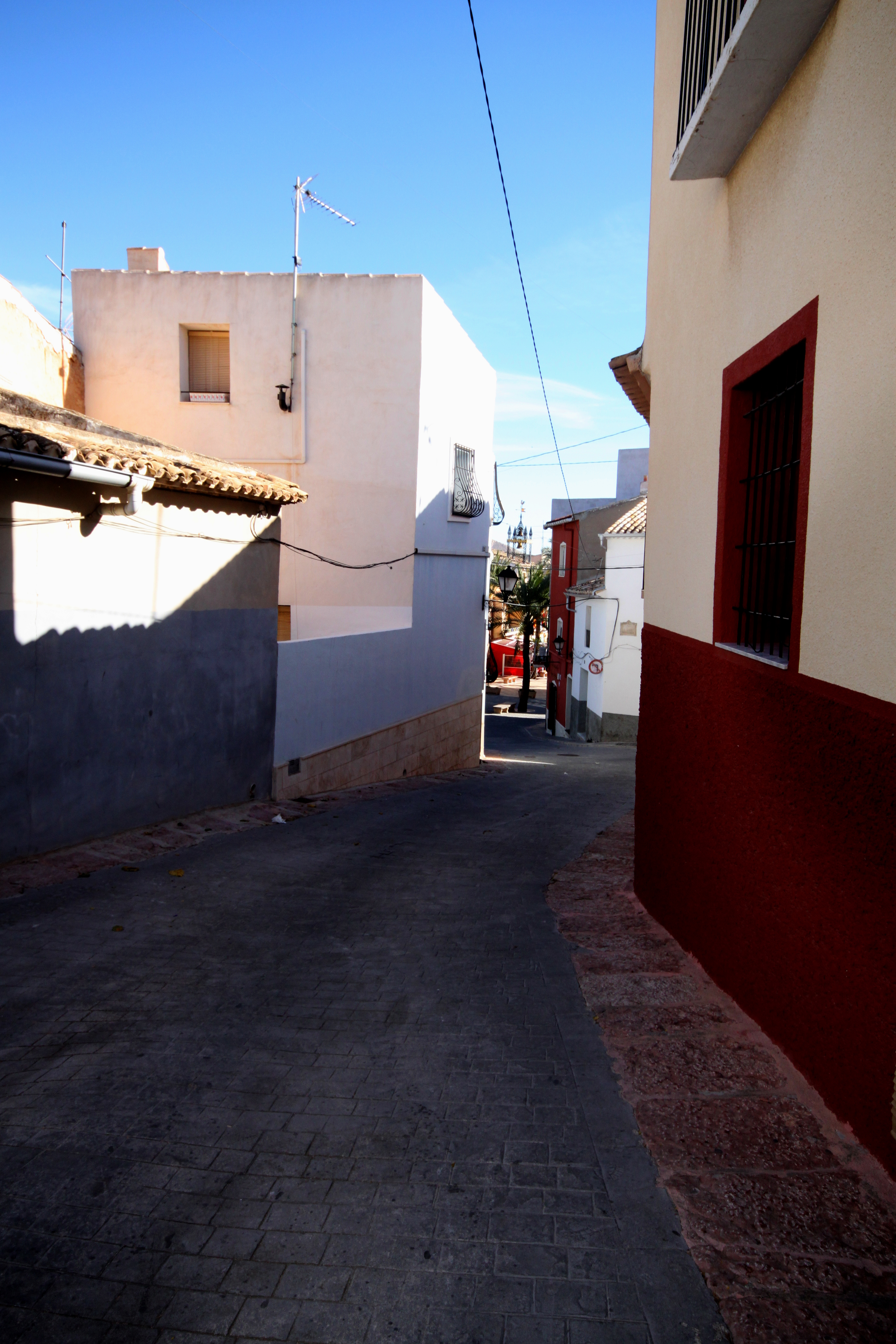
Calle Iglesia
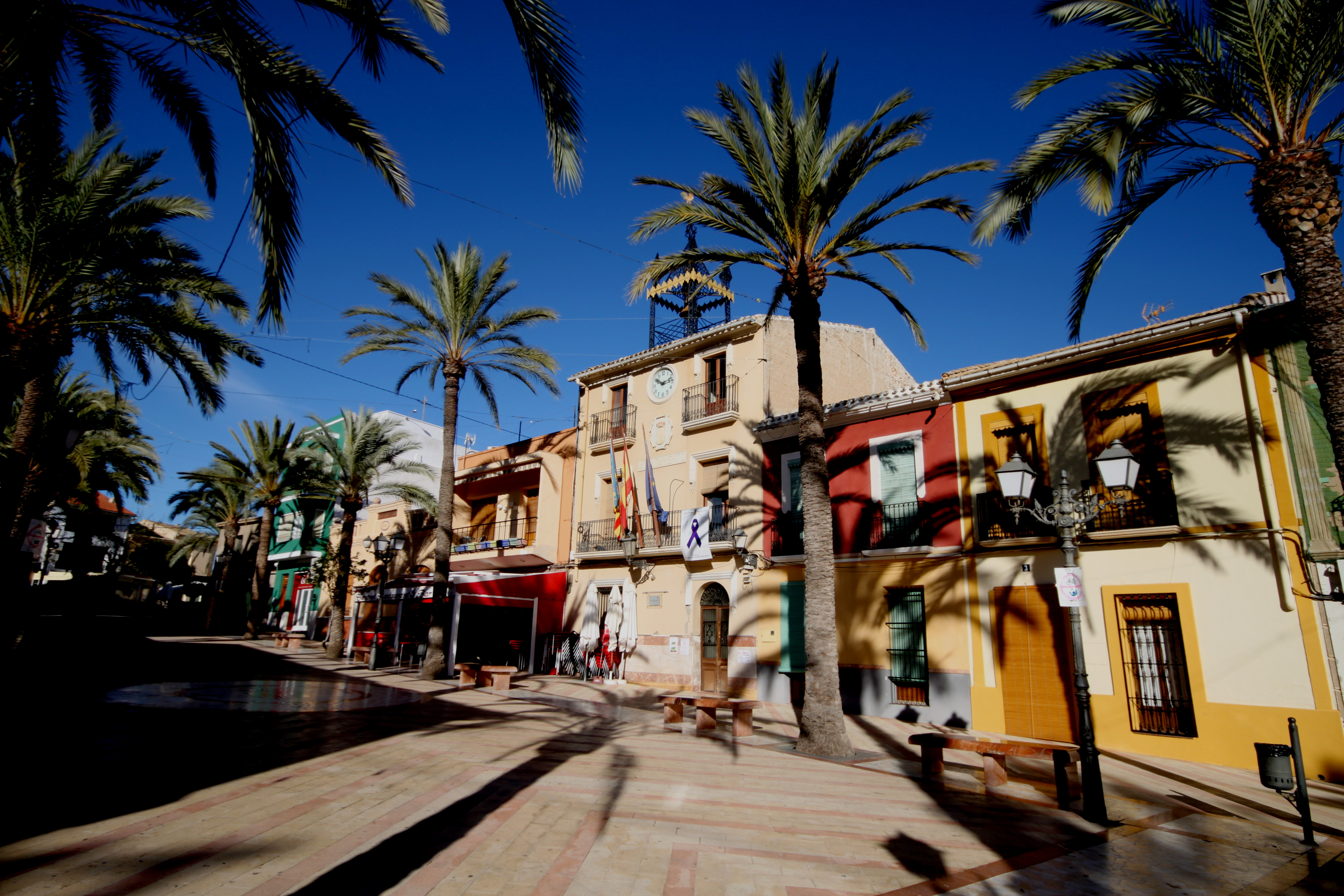
Plaza de la Villa

## Gastronomía
Aparte de la exquisita uva de mesa incluida en la denominación de origen Uva de Mesa Embolsada del Vinalopó, podemos degustar el arroz caldoso, los gazpachos, la gachamiga, el puchero y el arroz con conejo y caracoles. Los dulces también están bien representados con los rollos de costra, las torrijas, los sequillos o los embocaos.